# オロドレス
オロドレス(Orodreth)は、J・R・R・トールキンの中つ国を舞台とした小説、『シルマリルの物語』の登場人物。
ノルドールの中つ国への帰還のとき、フィンロドの一党の一人としてヘルカラクセを渡った。ベレリアンドにおいてはシリオンの山道の塔ミナス・ティリスを守り、のちにフィンロドのあとを継いでナルゴスロンドの王となった。クウェンヤ名はアルタレスト（Artaresto）。
父はアングロド。母はエルダローテ。息子にギル＝ガラド。娘にフィンドゥイラス。
母エルダローテ（Eldalôtë）はノルドール。名前のシンダール語形は、エゼロス（Eðellos）。

## ヴァリノールにおけるオロドレス
フィナルフィンの息子たちは、みなフィンゴルフィンの息子たちと兄弟のように親しかった。フェアノールが「フェアノールの誓言」をたて、中つ国に旅立つべしとノルドールを扇動した時、オロドレスと祖父フィナルフィンが反対の声をあげたにもかかわらず、父アングロドは叔父アイグノールとともに中つ国への帰還に心を動かされた。かれらの親友のフィンゴンがそれを望んでいたためである。

## 中つ国への帰還
フィナルフィンの息子たちの一党はアルクァロンデの同族殺害には加担しなかった。かれらはフィンゴルフィンの一党とともにヘルカラクセを渡った。

## ミナス・ティリスのオロドレス
オロドレスは伯父フィンロドの臣下となった。フィンロドはシリオンの山道にある島トル・シリオンにモルゴスの勢力を見張る物見の塔ミナス・ティリスを築き、オロドレスとともにこれを守護した。ナルゴスロンドが完成すると、かれは塔の守りをオロドレスに委ね、ナルゴスロンドの主となった。オロドレスはダゴール・ブラゴルラハのあとまでこれを守ったが、モルゴスの副官サウロンの軍勢によってついに破られ、ナルゴスロンドへ避難した。

## ナルゴスロンドのオロドレス
ダゴール・ブラゴルラハにおいてはフェアノールの息子たちも敗北し、ケレゴルムとクルフィンと、かれらの一党はナルゴスロンドのフィンロドの元へと避難した。ベレンがモルゴスからシルマリルを奪うためフィンロドの助力を願うと、フィンロドはベレンの父バラヒアへの誓言のためこれを受け入れ、自身の一族にも助力を求めた。ケレゴルムはシルマリルの話を聞くと、「フェアノールの誓言」のことを語り、フィンロドの一族とフェアノールの息子たちの一党との争いを思い起こさせた。クルフィンは破壊されたナルゴスロンドを想像させ、かの国の民を恐れさせた。そのためオロドレスも含め、ナルゴスロンドの民はフィンロドを見放した。フィンロドはかれの王冠を足元に捨て、わずか十人が、かれの供のものとして名乗りをあげた。そのうちの一人エドラヒルが王冠を拾い、摂政に預けるように進言すると、フィンロドはかれの甥オロドレスを摂政に選んだ。

### 摂政オロドレス
オロドレスは摂政に就いたものの、ナルゴスロンドの民心は従伯父ケレゴルムとクルフィンの支配するところとなった。かれらはフィンロドを一人死なしめ、ナルゴスロンドの王位を簒奪するつもりであった。クルフィンが語った、破壊されたナルゴスロンドの想像図はかの国の民を恐怖させ、かれらの剛勇を失わせた。かれらを戦場に出ることをやめ、よそ者と見れば忍び寄り、魔術と毒矢によって殺した。

### ケレゴルムとクルフィンの追放
ルーシエンとフアンはトル・シリオンでサウロンに打ち勝ち、ベレンと捕らわれのエルフを救出した。ナルゴスロンドに帰ったエルフたちは、フィンロドの死の知らせに傷心し、またルーシエンの行いを称えた。そのためナルゴスロンドの民はケレゴルムとクルフィンの裏切りに気付き、再びオロドレスに従った。ケレゴルムとクルフィンの殺害を欲する民もいたが、オロドレスはそれを禁じ、ふたりを追放した。ケレゴルムとクルフィンは、クルフィンの息子ケレブリンボールはもとより彼らの一党全員から見放され、つき従うものは猟犬フアンだけであった。

### マイズロスの連合
マイズロスはベレリアンドのエルフの力を結集すべく、「マイズロスの連合」と呼ばれる同盟を提唱したが、オロドレスはケレゴルムとクルフィンへの怒りから、フェアノールの息子の提案には耳を傾けなかった。ナルゴスロンドからかの連合に参加し、ニアナイス・アルノイディアド(涙尽きざる合戦）に参戦したのは、グイリンの息子グウィンドールと少数のかれの配下のものだけだった。

### ナルゴスロンドの崩壊
グウィンドールは合戦のさなかに捕らわれ、アングバンドの奴隷となったが脱出し、人間のトゥーリンをともなってナルゴスロンドへ帰還した。トゥーリンはモルメギルと名乗り、戦いの中で偉大な戦士であることを証明し、エルフたちに尊敬され、またオロドレスに重用された。トゥーリンの指揮のもと、エルフたちは隠密行動を捨て、次第に大胆になっていった。ナルゴスロンドの城門の前には大橋がかけられ、かれらは迅速に国土を守る戦いを遂行した。このためナルゴスロンドのモルメギルはモルゴスの憎悪の対象になった。あるときキーアダンからの使者が訪れ、「橋を落とし、門を閉ざせ」とのウルモからの言葉が届けられた。オロドレスは迷い、トゥーリンに助言を求めると、トゥーリンはウルモの言葉を無視した。モルゴスは金竜グラウルング率いる大軍をナルゴスロンドに送り、オロドレスはトゥムハラドの野で討ち死にした。グラウルングは大橋を渡り、ナルゴスロンドを滅ぼした。

## オロドレスの系図
| フィンウェ       | フィンウェ       | フィンウェ       | フィンウェ       | フィンウェ       | フィンウェ       |                  |                  | インディス     | インディス     | インディス     | インディス     | インディス   | インディス   | オルウェ     | オルウェ     | オルウェ     | オルウェ     | オルウェ     | オルウェ     |              |              |                |                |                |                |                |                |            |            |            |            |              |            |            |            |  |  |            |            |            |            |            |            |  |  |
| フィンウェ       | フィンウェ       | フィンウェ       | フィンウェ       | フィンウェ       | フィンウェ       |                  |                  | インディス     | インディス     | インディス     | インディス     | インディス   | インディス   | オルウェ     | オルウェ     | オルウェ     | オルウェ     | オルウェ     | オルウェ     |              |              |                |                |                |                |                |                |            |            |            |            |              |            |            |            |  |  |            |            |            |            |            |            |  |  |
|                  |                  |                  |                  |                  |                  |                  |                  |                |                |                |                |              |              |              |              |              |              |              |              |              |              |                |                |                |                |                |                |            |            |            |            |              |            |            |            |  |  |            |            |            |            |            |            |  |  |
|                  |                  |                  |                  |                  |                  |                  |                  |                |                |                |                |              |              |              |              |              |              |              |              |              |              |                |                |                |                |                |                |            |            |            |            |              |            |            |            |  |  |            |            |            |            |            |            |  |  |
| フィンゴルフィン | フィンゴルフィン | フィンゴルフィン | フィンゴルフィン | フィンゴルフィン | フィンゴルフィン | フィナルフィン   | フィナルフィン   | フィナルフィン | フィナルフィン | フィナルフィン | フィナルフィン |              |              | エアルウェン | エアルウェン | エアルウェン | エアルウェン | エアルウェン | エアルウェン |              |              |                |                |                |                |                |                |            |            |            |            |              |            |            |            |  |  |            |            |            |            |            |            |  |  |
| フィンゴルフィン | フィンゴルフィン | フィンゴルフィン | フィンゴルフィン | フィンゴルフィン | フィンゴルフィン | フィナルフィン   | フィナルフィン   | フィナルフィン | フィナルフィン | フィナルフィン | フィナルフィン |              |              | エアルウェン | エアルウェン | エアルウェン | エアルウェン | エアルウェン | エアルウェン |              |              |                |                |                |                |                |                |            |            |            |            |              |            |            |            |  |  |            |            |            |            |            |            |  |  |
|                  |                  |                  |                  |                  |                  |                  |                  |                |                |                |                |              |              |              |              |              |              |              |              |              |              |                |                |                |                |                |                |            |            |            |            |              |            |            |            |  |  |            |            |            |            |            |            |  |  |
|                  |                  |                  |                  |                  |                  |                  |                  |                |                |                |                |              |              |              |              |              |              |              |              |              |              |                |                |                |                |                |                |            |            |            |            |              |            |            |            |  |  |            |            |            |            |            |            |  |  |
| フィンロド       | フィンロド       | フィンロド       | フィンロド       | フィンロド       | フィンロド       | アングロド       | アングロド       | アングロド     | アングロド     | アングロド     | アングロド     | アイグノール | アイグノール | アイグノール | アイグノール | アイグノール | アイグノール | ガラドリエル | ガラドリエル | ガラドリエル | ガラドリエル | ガラドリエル   | ガラドリエル   |                |                | ケレボルン     | ケレボルン     | ケレボルン | ケレボルン | ケレボルン | ケレボルン |              |            |            |            |  |  |            |            |            |            |            |            |  |  |
| フィンロド       | フィンロド       | フィンロド       | フィンロド       | フィンロド       | フィンロド       | アングロド       | アングロド       | アングロド     | アングロド     | アングロド     | アングロド     | アイグノール | アイグノール | アイグノール | アイグノール | アイグノール | アイグノール | ガラドリエル | ガラドリエル | ガラドリエル | ガラドリエル | ガラドリエル   | ガラドリエル   |                |                | ケレボルン     | ケレボルン     | ケレボルン | ケレボルン | ケレボルン | ケレボルン |              |            |            |            |  |  |            |            |            |            |            |            |  |  |
|                  |                  |                  |                  |                  |                  |                  |                  |                |                |                |                |              |              |              |              |              |              |              |              |              |              |                |                |                |                |                |                |            |            |            |            |              |            |            |            |  |  |            |            |            |            |            |            |  |  |
|                  |                  |                  |                  |                  |                  | オロドレス       | オロドレス       | オロドレス     | オロドレス     | オロドレス     | オロドレス     |              |              |              |              |              |              |              |              |              |              | ケレブリーアン | ケレブリーアン | ケレブリーアン | ケレブリーアン | ケレブリーアン | ケレブリーアン |            |            | エルロンド | エルロンド | エルロンド   | エルロンド | エルロンド | エルロンド |  |  |            |            |            |            |            |            |  |  |
|                  |                  |                  |                  |                  |                  | オロドレス       | オロドレス       | オロドレス     | オロドレス     | オロドレス     | オロドレス     |              |              |              |              |              |              |              |              |              |              | ケレブリーアン | ケレブリーアン | ケレブリーアン | ケレブリーアン | ケレブリーアン | ケレブリーアン |            |            | エルロンド | エルロンド | エルロンド   | エルロンド | エルロンド | エルロンド |  |  |            |            |            |            |            |            |  |  |
|                  |                  |                  |                  |                  |                  |                  |                  |                |                |                |                |              |              |              |              |              |              |              |              |              |              |                |                |                |                |                |                |            |            |            |            |              |            |            |            |  |  |            |            |            |            |            |            |  |  |
|                  |                  |                  |                  |                  |                  |                  |                  |                |                |                |                |              |              |              |              |              |              |              |              |              |              |                |                |                |                |                |                |            |            |            |            |              |            |            |            |  |  |            |            |            |            |            |            |  |  |
|                  |                  | フィンドゥイラス | フィンドゥイラス | フィンドゥイラス | フィンドゥイラス | フィンドゥイラス | フィンドゥイラス |                |                | ギル＝ガラド   | ギル＝ガラド   | ギル＝ガラド | ギル＝ガラド | ギル＝ガラド | ギル＝ガラド |              |              | エルラダン   | エルラダン   | エルラダン   | エルラダン   | エルラダン     | エルラダン     | エルロヒア     | エルロヒア     | エルロヒア     | エルロヒア     | エルロヒア | エルロヒア | アルウェン | アルウェン | アルウェン   | アルウェン | アルウェン | アルウェン |  |  | アラゴルン | アラゴルン | アラゴルン | アラゴルン | アラゴルン | アラゴルン |  |  |
|                  |                  | フィンドゥイラス | フィンドゥイラス | フィンドゥイラス | フィンドゥイラス | フィンドゥイラス | フィンドゥイラス |                |                | ギル＝ガラド   | ギル＝ガラド   | ギル＝ガラド | ギル＝ガラド | ギル＝ガラド | ギル＝ガラド |              |              | エルラダン   | エルラダン   | エルラダン   | エルラダン   | エルラダン     | エルラダン     | エルロヒア     | エルロヒア     | エルロヒア     | エルロヒア     | エルロヒア | エルロヒア | アルウェン | アルウェン | アルウェン   | アルウェン | アルウェン | アルウェン |  |  | アラゴルン | アラゴルン | アラゴルン | アラゴルン | アラゴルン | アラゴルン |  |  |
|                  |                  |                  |                  |                  |                  |                  |                  |                |                |                |                |              |              |              |              |              |              |              |              |              |              |                |                |                |                |                |                |            |            |            |            |              |            |            |            |  |  |            |            |            |            |            |            |  |  |
|                  |                  |                  |                  |                  |                  |                  |                  |                |                |                |                |              |              |              |              |              |              |              |              |              |              |                |                |                |                |                |                |            |            |            |            | エルダリオン |            |            |            |  |  |            |            |            |            |            |            |  |  |

## 異稿の記述
『中つ国の歴史』に記述されている『シルマリルの物語』の初期の草稿では、オロドレスは今よりも重要な扱いをされており、ナルゴスロンドの建国者であったが、その後かれの重要性は減じていった。一方、出版された『シルマリルの物語』において、かれはフィナルフィンの第二子であり、フィンロド、アングロド、アイグノール、ガラドリエルとは兄弟であった。彼はフィンロドの後継者としてナルゴスロンドの王になり、子はフィンドゥイラスただ一人であった。オロドレスはトゥムハラドの戦いの最前線で討ち死にし、フィンドゥイラスもすぐ後に捕虜となり、殺された。
出版された『シルマリルの物語』では、オロドレスのクウェンヤ名はアルタナーロ（Artanáro）であった。これについてトールキンは後に修正しているが、残存する他の文書には完全に統合されていなかったことから、編集上の方針としてクリストファ・トールキンはアルタナーロのままにした。トールキンによる最終稿では、ギル＝ガラドはオロドレスの息子だったが、出版物ではフィンゴンの息子とされている。ギル＝ガラドの場合とは異なり、最終的な決定がオロドレスをアングロドの息子とすることであることを、クリストファは確信していた。初期のアイデアでは、オロドレスの息子はハラス（Hallas）と名づけられていたが、ギル＝ガラドに置き換えられた。
最後の著述において、トールキンはオロドレスの名前をアルタヘル（Artaher、クウェンヤ）およびアロシール（Arothir、シンダール語)に変更したが、この設定は他のどの話にも導入されていないため、クリストファはオロドレスの名前を変更しなかった。また、トールキンがシンダール語名のオロドレスを保持し続けた可能性も高い。なぜなら、トールキンは名前をめったに変更しなかったし、未公表の著述でもそうだったからである。